# バラオ級潜水艦
バラオ級潜水艦（バラオきゅうせんすいかん、Balao class submarine）は、アメリカ海軍の潜水艦の艦級。本級はガトー級潜水艦の改良型であり、第二次世界大戦において運用された艦級の中でも成功した設計の艦級であった。

## 概要
1941年度と、その直後に緊急追加して建造されたガトー級は、1942年度にも引き続いて建造される方向で検討されていた。しかし、艦隊サイドでは対潜攻撃の進歩を予測して、先手を打ってより深く潜航できる潜水艦の建造を望んでいた。折りしも、潜水艦建造にも使える高張力鋼が開発されたこともあり、それを使用した潜水艦の設計を進めることとなった。
当初は1943年度以降に新設計した上で建造の予定であったが、ガトー級の設計図を微修正した上で船体構造材に高張力鋼を使用した潜水艦の試案の方が戦力に早く寄与できるということもあり、予定を早めて1942年度艦をこの新設計の潜水艦として建造することに決定した。これが、バラオ級潜水艦である。
バラオ級は1941年度の追加予算で23隻、次いで1942年度予算で127隻の建造が認められたが、この内12隻がガトー級（4隻）やテンチ級潜水艦（8隻）に振り替えられた他、H.O.Rエンジン搭載のユニコーン（SS-429）、ヴェンダース（SS-430）など18隻が建造をキャンセルし、計120隻が1943年から1947年にかけてバラオ級として就役し、著しく建造が遅れた造船所の建造艦（後述）を除いた101隻が実戦に参加した。
1973年に台湾に売却されたタスクは、2017年現在も現役として稼働している。

## 船体と兵装
前項で述べたとおり、ガトー級とバラオ級の相違は高張力鋼採用により試験深度が120mに増加し、1944年に深度600ft(180m)で運転できるグールド遠心ポンプを採択して潜航深度が深くなった。重量増に伴う一部構造の修正という部分が最大の相違であり、その他の点では余り変わりがない。艦橋は初めから凸型艦橋である。
兵装に関しても、ガトー級では途中から改正された水上兵装が、バラオ級では初めからの標準兵装となっており、艦によって兵装が様々な所や、次第に重兵装していく点もガトー級と一緒である。

## 建造所について
ガトー級同様、エレクトリック・ボート社とマニトワック造船の民間造船所、ポーツマスとメア・アイランドの両海軍造船所で建造されたが、建造数がガトー級以上に増加するのは明らかだったため、クランプ社が新たに建造所として追加された。
しかし、クランプ社の工員の腕がいまひとつだったのか、クランプ社建造のバラオ級は総じて工期が伸び伸びであり、しかも工作が不良の艦もあった。おまけに一部艤装を海軍造船所でやる羽目となり、担当官に「一度ばらして作り直した方が早い」と言われる始末であった。同造船所で建造されたバラオ級の一例を挙げると、ランセットフィッシュ (USS Lancetfish, SS-296) は起工から進水まで11ヶ月、その後就役まで18ヶ月かかり、就役後約1ヶ月で事故沈没。引き揚げ後14年間放置された上でスクラップされている。
こうした経緯からか、クランプ社に発注されたバラオ・テンチ級潜水艦は多くが、確認できるだけで以下の6隻が建造を中止、発注をキャンセルされている。
- SS-429　ユニコーン （1944年7月29日建造中止）
- SS-430 ヴェンダース （同上）
- SS-431 ウォルラス （同上）
- SS-432  ホワイトフィッシュ （同上）
- SS-433 ホィッティング （同上）
- SS-434 ウルフフィッシュ（同上）

## 戦歴
バラオ級もガトー級やそれ以前に就役した潜水艦同様、通商破壊を行って戦略物資の輸送を滞らせ、戦争勝利への陰の立役者となった。また、通商破壊の傍ら輸送船だけでなく日本海軍の戦闘艦も脅かした。従前の使用法である艦隊作戦への協力は、就役年がやや戦争中期や後期にシフトしたものの、マリアナ沖海戦やレイテ沖海戦に参加した。この他、人命救助や物資運搬、スパイ潜入なども幅広く実施したのもガトー級などと同様である。
バラオ級の、艦船に対する主だった戦果（撃沈に限る）
- ボーフィン（SS-287）：学童疎開船（輸送船）「対馬丸」
- スケート（SS-305）：軽巡洋艦「阿賀野」、駆逐艦「薄雲」
- アスプロ（SS-309）：陸軍特殊船「神州丸」
- バットフィッシュ（SS-310）：駆逐艦「五月雨」、潜水艦「呂112」、「呂113」
- アーチャーフィッシュ（SS-311）：空母「信濃」
- シーライオン（SS-315）：戦艦「金剛」、駆逐艦「浦風」、敷設艦「白鷹」、給糧艦「間宮」
- ブラックフィン（SS-322）：駆逐艦「時雨」
- チャー（SS-328）：軽巡洋艦「五十鈴」（ガビラン（SS-252）との共同戦果）
- ハードヘッド（SS-365)：軽巡洋艦「名取」
- ジャラオ（SS-368）：軽巡洋艦「多摩」
- サンドランス（SS-381）：軽巡洋艦「龍田」
- パンパニト（SS-383）：輸送船「勝鬨丸」（元米船プレジデント・ハリソン）
- クイーンフィッシュ（SS-393）：緑十字船「阿波丸」、陸軍特種船「あきつ丸」
- レッドフィッシュ（SS-395）：空母「雲龍」
- アトゥル（SS-403）：輸送船「浅間丸」、哨戒艇「第38号哨戒艇」、輸送船「さんとす丸」
- スペードフィッシュ（SS-411）：空母「神鷹」

その他、「タング」（SS-306）は名艦長リチャード・オカーンを得て、撃沈隻数の順位で第2位（24隻）にランクインしている。もっとも、バラオ級のうち遅く竣工した艦（終戦間際に完成などを除く）の何隻かは極端に小さな戦果を挙げただけに終わり、また複数回哨戒任務に就きながらも、ついに戦果を挙げることなく終戦を迎えた艦もいる。「カペリン」、「シスコ」、「エスカラー」、「タング」、「シャーク」、「バーベル」、「ブルヘッド」、「ケート」、「ラガート」の9隻が戦没している。
なお、詳細な戦歴は各艦の項を参照されたい。

## 戦後
ガトー級同様に戦後、各艦は訓練艦や標的艦として使用され、一部は他国へ供与されていった。コチーノ（SS-345）は1949年8月26日にバレンツ海で監視作戦に従事中、爆発事故を起こし沈没した。また、前述のランセットフィッシュと1958年4月29日にスティクルバック（SS-415）が事故で沈没している。
他国に供与されたバラオ級
- タイルフィッシュ（SS-307）：ベネズエラ海軍「カリテ」(ARV Carite, S-11)
- バーゴール（SS-320）：トルコ海軍「トルグトレイス」(TCG Turgutreis, S 342)
- ベスゴ（SS-321）：イタリア海軍「フランチェスコ・モロシニ」(Francesco Morosini)
- カイマン（SS-323）：トルコ海軍「ドゥムルプナル」(TCG Dumlupınar, S 339)
- ブロワー（SS-325）：トルコ海軍「ドゥムルプナル」(TCG Dumlupınar, S 339)
- ブルーバック（SS-326）：トルコ海軍「イノニュ」(TCG 2. Inönü, S 331)
- ボアフィッシュ（SS-327）：トルコ海軍「サカリヤ」(TCG Sakarya, S-332)
- チャブ（SS-329）：トルコ海軍「グル」(TCG Gür, S 334)
- ブリル（SS-330）：トルコ海軍「イノニュ」(TCG 1. İnönü, S 330)
- バンパー（SS-333）：トルコ海軍「チャナッカレ」(TCG Çanakkale, S 333)
- キャピタイン（SS-336）：イタリア海軍「アルフレート・カペリーニ」(Alfredo Cappellini, S-507)
- キャットフィッシュ（SS-339）：アルゼンチン海軍「サンタフェ」(ARA Santa Fe, S-21)
- エンテムドア（SS-340）：トルコ海軍「プレヴェゼ」(TCG Preveze, S 345)
- チヴォ（SS-341）：アルゼンチン海軍「サンティアゴ・デル・エステロ」(ARA Santiago del Estero, S-22)
- コッブラー（SS-344）：トルコ海軍「チャナッカレ」(TCG Çanakkale, S 341)
- コーポラル（SS-346）：トルコ海軍「イノニュ」(TCG 2. İnönü, S 333)
- キューベラ（SS-347）：ベネズエラ海軍「ティブロン」(ARV Tiburon, S-12)
- ドッグフィッシュ（SS-350）：ブラジル海軍「グアナバラ」(Guanabara, S-10)
- グリーンフィッシュ（SS-351）：ブラジル海軍「アマゾナス」(Amazonas, S-16)
- ハードヘッド：ギリシャ海軍「パパニコリス」(HS Papanikolis, S-114)
- ホークビル（SS-366）：オランダ海軍「ゼーレーヴ」(HNLMS Zeeleeuw, S-803)
- アイスフィッシュ（SS-367）：オランダ海軍「ウォルラス」(HNLMS Walrus, S-802)
- ジャラオ：スペイン海軍「ナルシソ・モントリオル」(SPS Narciso Monturiol, S-35)
- クラーケン（SS-370）：スペイン海軍「アルミランテ・ガルシア・デ・ロス・レイエス」(SPS Almirante García de los Reyes, S-31)
- ランプレイ（SS-372）：アルゼンチン海軍「サンティアゴ・デル・エステロ」(ARA Santiago del Estero, S-12)
- リザードフィッシュ（SS-373）：イタリア海軍「エヴァンジェリスタ・トリチェリ」(Evangelista Torricelli, S-512)
- マカビ（SS-375）：アルゼンチン海軍「サンタフェ」(ARA Santa Fe, S-11)
- マピロ（SS-376）：トルコ海軍「ピーリー・レイス」(TCG Piri Reis, S 343)
- メロ（SS-378）：トルコ海軍「ヒツィレイス」(TCG Hızırreis, S 344)
- サンドランス：ブラジル海軍「リオ・グランデ・ド・ソル」(Rio Grande do Sul, S-11)
- ピクーダ（SS-382）：スペイン海軍「ナルシソ・モントリオル」(Narciso Monturiol, S-33)
- バング（SS-385）：スペイン海軍「コスメ・ガルシア」(SPS Cosme Garcia, S-34)
- プライス（SS-390）：ブラジル海軍「バイア」(Bahia, S-12)
- ポンフレット（SS-391）：トルコ海軍「オルクレイシス」(TCG Oruçreis, S 337)
- レザーバック（SS-394）：トルコ海軍「ミュラトレイス」(TCG MuratreisS-336)
- ロンクィル（SS-396）：スペイン海軍「イザク・ペラル」(SPS Isaac PeralS-32)
- スキャバードフィッシュ（SS-397）：ギリシャ海軍「トリアイナ」(HS Triaina, S-86)
- シーフォックス（SS-402）：トルコ海軍「ブラクレイス」(TCG Burakreis, S 335)
- アトゥル：ペルー海軍「パコーチャ」(BAP Pacocha, SS-48)
- シーポーチャー（SS-406）：ペルー海軍「ラ・ペドレラ」(BAP La Pedrera, S-49)
- スレッドフィン（SS-410）：トルコ海軍「イノニュ」(TCG 1. İnonu, S 346)
- スポット（SS-413）：チリ海軍「シンプソン」(CNS Simpson, SS-21)
- スプリンガー（SS-414）：チリ海軍「トムソン」(CNS Thomson, SS-22)
- タスク（SS-426）：中華民国（台湾）海軍「海豹」(ROCN Hai Pao, SS-792)

アルゼンチンに売却されたキャットフィッシュは「サンタフェ」と改名、フォークランド紛争で損傷放棄されイギリス軍によって海没処分された。またペルーに売却されたアトゥルは「パコーチャ」と改名して使用されたが、1988年8月26日にカヤオ港外で三重県の遠洋マグロ漁船第8共和丸と衝突して沈没。引き揚げ後ハルクとして使用された。スポットの後身「シンプソン」は、1980年公開の深作欣二監督の映画『復活の日』に「出演」している。供与先としてはトルコが目立つ。
記念艦となったバラオ級と保存形態
- バラオ（SS-285）：ワシントンD.C.海軍博物館。太平洋戦争時。艦橋部分のみ
- ボーフィン：ハワイ州パールハーバー。太平洋戦争時
- リング（SS-297）：ニュージャージー州ハーゲンザック。ニュージャージー海軍博物館。太平洋戦争時
- ライオンフィッシュ（SS-298）：ロードアイランド州プロビデンス。太平洋戦争時
- ロンカドー（SS-301）：ワシントンD.C.海軍博物館。太平洋戦争時。艦橋部分のみ
- バットフィッシュ（SS-310）：オクラホマ州ムスコケ。太平洋戦争時
- ベクーナ（SS-319）：ペンシルベニア州フィラデルフィア。対潜潜水艦・実験潜水艦時
- クラマゴア（SS-343）：サウスカロライナ州チャールストン。対潜潜水艦・実験潜水艦時
- パンパニト：カリフォルニア州サンフランシスコ。太平洋戦争時
- パーチー（SS-384）：ハワイ州パールハーバー。実験潜水艦時。艦橋部分、艦砲のみ
- ピンタド（SS-387）：テキサス州フレデリックスバーグ。実験潜水艦時。艦橋部分のみ